# League of Legends: Wild Rift
League of Legends: Wild Rift ist ein Multiplayer-Online-Battle-Arena-Spiel, das von Riot Games für Android, iOS und Konsolen entwickelt und 2020 veröffentlicht wurde. Das Spiel ist eine gekürzte Version seines PC-Gegenstücks League of Legends, das zu den erfolgreichsten MOBA-Spielen gehört.
Wie in League of Legends übernehmen die Spieler die Rolle eines unsichtbaren „Beschwörers“, der einen „Champion“ mit einzigartigen Fähigkeiten kontrolliert und gegen ein Team anderer Spieler oder computergesteuerter Champions kämpft. Das Ziel ist normalerweise, den „Nexus“ des gegnerischen Teams zu zerstören, eine Struktur, die im Herzen einer Basis liegt, die durch Verteidigungsstrukturen geschützt ist, obwohl es auch andere unterschiedliche Spielmodi gibt. Jedes Match in League of Legends: Wild Rift ist diskret, wobei alle Champions relativ schwach anfangen, aber an Stärke zunehmen, indem sie im Laufe des Spiels Gegenstände und Erfahrung sammeln.
Die Champions und das Setting mischen eine Vielzahl von Elementen, darunter High Fantasy, Steampunk und kosmischen Horror nach H. P. Lovecraft.

## Spielprinzip
League of Legends: Wild Rift ist ein Multiplayer-Online-Battle-Arena-Spiel (MOBA) in dreidimensionaler isometrischer Perspektive. Die Spieler nehmen an Spielen teil, die durchschnittlich 15 bis 20 Minuten dauern. In jedem Spielmodus arbeiten die Teams zusammen, um eine Siegbedingung zu erreichen. Zwei Teams von fünf Spielern kämpfen um die Zerstörung eines feindlichen Gebäudes namens Nexus, das vom feindlichen Team bewacht wird, und einer Reihe von Verteidigungsstrukturen, die als Türme bezeichnet werden.
Ein Nexus befindet sich in jeder feindlichen Basis auf gegenüberliegenden Seiten der Karte in der unteren linken und oberen rechten Ecke. Diese Strukturen erzeugen kontinuierlich schwache Nicht-Spieler-Charaktere, die als Schergen bekannt sind und auf drei Wegen zur feindlichen Basis vorrücken: Baron-, Mittel- und Drachenspuren. Die Spieler kämpfen darum, diese Schergenwellen in die feindliche Basis zu befördern, wodurch sie feindliche Strukturen zerstören und letztendlich das Match gewinnen können. Zwischen den Fahrspuren befinden sich neutrale Bereiche der Karte, die als „Dschungel“ bekannt sind und in vier Quadranten angeordnet sind. Ein flacher Fluss teilt die Karte zwischen den Teams auf, behindert jedoch nicht die Bewegung. Alle Champions können nicht anders als trockenes Land hindurchwaten.
Jedes Team möchte seine eigenen Strukturen verteidigen und die Strukturen des anderen Teams zerstören. Diese beinhalten:
- Türme: Jede Spur wird von mächtigen Verteidigungsstrukturen bewacht, die als Türme bezeichnet werden. Türme verursachen außergewöhnlich hohen Schaden und greifen feindliche Schergen und Spieler an, die sich ihnen nähern. Türme priorisieren feindliche Schergen in ihrer Nähe, greifen jedoch sofort feindliche Spieler an, wenn sie verbündete Spieler angreifen. Indem ein Spieler eine verbündete Schergenwelle in die Reichweite eines Turms befördert, kann er der Struktur Schaden zufügen, ohne selbst angegriffen zu werden. Wenn sie zerstört werden, bieten Türme Gold und Erfahrung. Zerstörte Türme werden für dieses Match dauerhaft zerstört und erscheinen nicht wieder. Durch die Zerstörung eines Inhibitorenturms erzeugt der verbündete Nexus Super Minions, mächtigere Minions, die den umliegenden Minions einen Buff verleihen.
- Nexus: Jedes Team hat einen Nexus, der nur beschädigt werden kann, wenn alle Türme in einer Spur zerstört sind. Der Nexus verursacht außergewöhnlich hohen Schaden schneller als Türme und greift feindliche Schergen und Spieler an, die sich ihnen nähern. Die Zerstörung des Nexus des gegnerischen Teams beendet das Spiel.

Einige Ziele sind „neutral“, was bedeutet, dass sie keine vorbeikommenden Champions angreifen, aber Champions können sich dafür entscheiden, gegen sie zu kämpfen, wenn sie eine Belohnung auf Kosten des Kampfes dafür erhalten möchten. Sie beinhalten: 
- Dschungelmonster: Neutrale Monster erscheinen in verschiedenen Intervallen im Dschungel und bieten Spielern Gold, Erfahrung und manchmal andere Belohnungen, um sie zu töten. Sie sind das häufigste neutrale Ziel.
- Rift Herald: Der Rift Herald ist ein mächtiger Feind auf der Oberseite des Flusses. Durch das Töten des Rift Herald kann er erneut als Rammbock beschworen werden, um feindliche Türme anzugreifen. Dieses Monster wird niemals wieder erscheinen, nachdem es getötet wurde.
- Baron Nashor: Baron Nashor ist der mächtigste neutrale Feind auf der Oberseite des Flusses. Es erscheint nach zehn Minuten und ersetzt den Rift Herald. Alle lebenden Mitglieder des Teams, die Baron Nashor töten, erhalten einen Buff, der die in der Nähe befindlichen Schergen mächtiger macht.

## Entwicklung und Veröffentlichung
Im Jahr 2015 wandte sich der chinesische Computerspieleentwickler Tencent an Riot Games, das Tencent gehört, und bat sie, ihr beliebtes Spiel League of Legends in einen mobilen Titel zu verwandeln. Riot lehnte jedoch ab und behauptete, dass das Gameplay von League of Legends nicht auf Smartphones repliziert werden könne. Tencent entwickelte dann sein eigenes Handyspiel Wangzhe Rongyao das grob als Honor of Kings ins Englische übersetzt wurde und eine internationale Version namens Arena of Valor hat. 2017 reichte Riot Games eine Klage gegen Moonton, den Entwickler des Rivalen-Spiels Mobile Legends: Bang Bang, wegen einer Urheberrechtsverletzung ein und verwies auf Ähnlichkeiten zwischen Mobile Legends und League of Legends. Der Fall wurde zunächst vor dem Central District Court von Kalifornien in den Vereinigten Staaten wegen Forum non conveniens abgewiesen. Tencent reichte als Muttergesellschaft von Riot im Namen von Riot Games eine neue, separate Klage gegen Moontons CEO Watson Xu Zhenhua vor einem chinesischen Gericht ein, das im Juli 2018 zugunsten von Tencent entschied und Tencent 2,9 Mio. USD (19,4 Millionen RMB) zuerkannte in Bezug auf Schadensersatz.
Seit 2016 hatte Tencent mehr als 50 Millionen aktive Benutzer pro Tag und mehr als 200 Millionen registrierte Benutzer in Honor of Kings und der Arena of Valor. 2019 waren sowohl Honor of Kings als auch Arena of Valor die größten Handyspiele in der E-Sport-Szene. Riot Games erkannte das enorme Potenzial auf dem Mobilfunkmarkt und kündigte League of Legends: Wild Rift am 16. Oktober 2019 anlässlich des zehnjährigen Jubiläums von League of Legends an. Im Dezember 2020 wurde das Spiel für Mobilgeräte veröffentlicht.